# جان ایتکن
جان ایتکن (انگلیسی: John Aitken؛ زاده ۸ سپتامبر ۱۸۳۹ درگذشته ۱۴ نوامبر ۱۹۱۹) یک دانشمند در زمینه هواشناسی و فیزیک اهل بریتانیا بود.